# Митрошин, Александр Николаевич
Александр Николаевич Митрошин (21 января 1956, Кинель, РСФСР, СССР) — российский врач-хирург. Доктор медицинских наук, профессор. Заслуженный врач Российской Федерации.
Директор Медицинского института Пензенского государственного университета с 2003 года.
Действительный член Академии информатизации образования (2001). Почётный работник сферы образования Российской Федерации (2018). Руководитель научно-педагогической школы «Разработка новых материалов и способов лечения хирургических больных» Пензенского госуниверситета (с 2001 года).

## Биография
Родился 21 января 1956 года в г. Кинеле Куйбышевской области.
В 1979 году окончил Куйбышевский медицинский институт им. Д. И. Ульянова по специальности «Лечебное дело».
Трудовую деятельность начал в 1979 г. врачом-интерном по хирургии в Кинельской центральной районной больнице. С 1982 по 1984 гг. работал врачом-травматологом пензенской центральной больницы № 6 им. Г. А. Захарьина. С 1987 по 2000 гг. работал на кафедре «Травматология и ортопедия» Пензенского института усовершенствования врачей.
С 2001 года заведует кафедрой «Хирургия» Пензенского госуниверситета. С 2003 г. — директор Медицинского института ПГУ.

## Научная деятельность
В 1992 году защитил кандидатскую диссертацию на тему «Перспективы клинического применения нового тотального протеза тазобедренного сустава».
В 1999 году защитил докторскую диссертацию на тему «Экспериментально-клиническое обоснование тотального замещения тазобедренного сустава самозакрепляющимся протезом».
В 2010 году А. Н. Митрошину присвоено звание профессора по кафедре хирургии ПГУ.
Организатор и руководитель научно-педагогической школы «Разработка новых материалов и способов лечения хирургических больных» Пензенского госуниверситета. (с 2001 года).
Сфера научных интересов — хирургия крупных суставов и позвоночника.

## Публикации
Автор более 220 научных публикаций: в ведущих научных рецензируемых журналах, индексируемых в БД Scopus и WoS, включённых в Перечень Высшей аттестационной комиссии (ВАК) при Министерстве науки и высшего образования Российской Федерации, учебных и учебно-методических пособий, монографий (в том числе коллективных).
Некоторые труды:
- Митрошин А. Н., Мозеров С. А., Чекушкин А. А., Мялин А. Н. Оценка функциональных сдвигов тиреоидного статуса при ожоговом шоке // Известия высших учебных заведений. Поволжский регион. Медицинские науки. — 2009. — № 2. — С. 21-31.
- Митрошин А. Н., Мозеров С. А., Чекушкин А. А., Мялин А. Н. Сравнительная оценка морфометрических показателей и функционального статуса щитовидной железы при ожоговом шоке // Морфологические ведомости. — 2009. — № 1-2. — С. 63-68.
- Митрошин А. Н., Сиваконь С. В., Абдуллаев А. К., Новиков А. А., Евдокимов А. С., Есина Н. Е., Бурцев П. Ю. Новый материал для пластики поврежденных связок и сухожилий // Протезы клапанов сердца «МедИнж» в хирургии пороков сердца: Сб. тр., ч. 2. — М.: НЦССХ им. А. Н. Бакулева РАМН, 2009. — С. 181—182.
- Митрошин А. Н., Нестеров А. В., Баулин А. В., Середин С. А., Квасов А. Е., Соколов С. В. Влияние организационных решений на оказание хирургической помощи больным вентральными грыжами // Медицинский альманах. — 2009. — № 3(8). — С. 28-30.
- Митрошин А. Н., Баулин А. А., Никольский В. И., Нестеров А. В., Зюлькин Г. А., Баулин В. А., Титова Е. В. Некоторые аспекты хирургии грыж брюшной стенки // Известия высших учебных заведений. Поволжский регион. Медицинские науки. — 2009. — № 4. — С. 73-79.
- Митрошин А. Н., Евдокимов С. В., Кибиткин А. С., Вертаев А. В. Использование пары трения из монолитного пиролитического углерода в тотальных протезах тазобедренного сустава // Материалы научн.-практ. конф. с международ. участием «Новые технологии в интенсивной терапии». — Саранск, 2010. — С. 337—339.
- Митрошин А. Н., Соломаха А. А., Горбаченко В. И. Нейросетевая диагностика и прогнозирование риска осложнений в клинической медицине. — Пенза: Изд-во Пенз. ГТА, 2010. — 166 с.
- Митрошин А. Н., Чекушкин А. А., Мозеров С. А., Мялин А. Н. Уровень гормонов коры надпочечников и щитовидной железы в ранние сроки ожогового шока // Известия высших учебных заведений. Поволжский регион. Медицинские науки. — 2010. — № 2(14). — С. 16-21.
- Митрошин А. Н., Сиваконь С. В., Абдуллаев А. К., Мозеров С. А., Митрошин И. А. Исследование биоинтеграции ксеноперикарда при пластике дефектов сухожильно-связочных структур // Известия высших учебных заведений. Поволжский регион. Медицинские науки. — 2010. — № 3(15). — С. 35-43.
- Митрошин А. Н., Иванов П. В., Розен А. Е., Казанцев И. А., Розен М. А., Розен В. В. Сравнительная оценка остеоинтеграции винтовых конических и цилиндрических титановых имплантатов, обработанных методом микродугового оксидирования // Фундаментальные исследования. — 2011. — № 9. — С. 447—452.
- Митрошин А. Н., Соломаха А. А., Горбаченко В. И. Нейросетевая медико-технологическая система поддержки принятия решений врача в управлении лечебным процессом у больных после торакотомии // Вестник службы крови России. — 2011. — № 3. — С. 34-35.
- Митрошин А. Н., Нестеров А. В., Баулин А. В. Оценка диагностической значимости ультразвукового метода исследования брюшной полости в определении показаний к операции при остром панкреатите // Известия высших учебных заведений. Поволжский регион. Медицинские науки. — 2011. — № 4(20). — С. 65-71.
- Митрошин А. Н., Федутинов Д. А. Тактика лечения при переломах основания первой пястной кости // Медицинский альманах. — 2012. — № 1(20). — С. 134—137
- Митрошин А. Н., Баулин А. В., Середин С. А. Избранные вопросы паховой герниопластики. — Saarbrücken: Lambert Academic Publishing GmbH & Co, 2012. — 141 с.
- Митрошин А. Н., Сиваконь С. В., Абдуллаев А. К., Сретенский С. В. Новые способы пластики ахиллова сухожилия биопротезами из ксеноперикарда // В сб. материалов Всероссийской научн.-практ. конференции с международным участием, посвященной 45-летию кафедры травматологии, ортопедии и экстремальной хирургии СамГУ. — Самара, 2012. — С. 214—216.

## Политическая деятельность
- Секретарь Ленинского местного отделения партии «Единая Россия» г. Пензы[6];
- Депутат Пензенской городской Думы четвёртого и пятого созывов[7].

## Награды
- Заслуженный врач Российской Федерации (в 2001 году);
- Почётный работник сферы образования Российской Федерации (в 2018);
- Почётный знак губернатора Пензенской области «Во славу земли Пензенской» (в 2016);
- Почётная грамота Законодательного собрания Пензенской области (в 2016);
- Памятный знак «За заслуги в развитии города Пензы» (в 2007)[8].